# Brit Mila

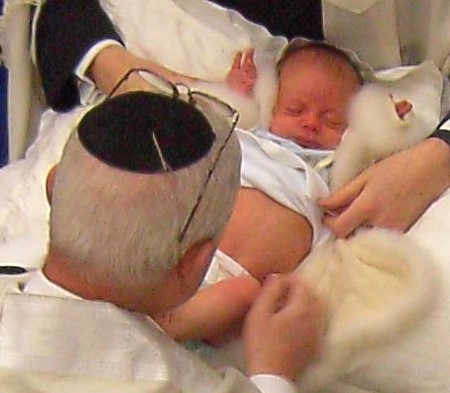
Durchführung einer Brit Mila

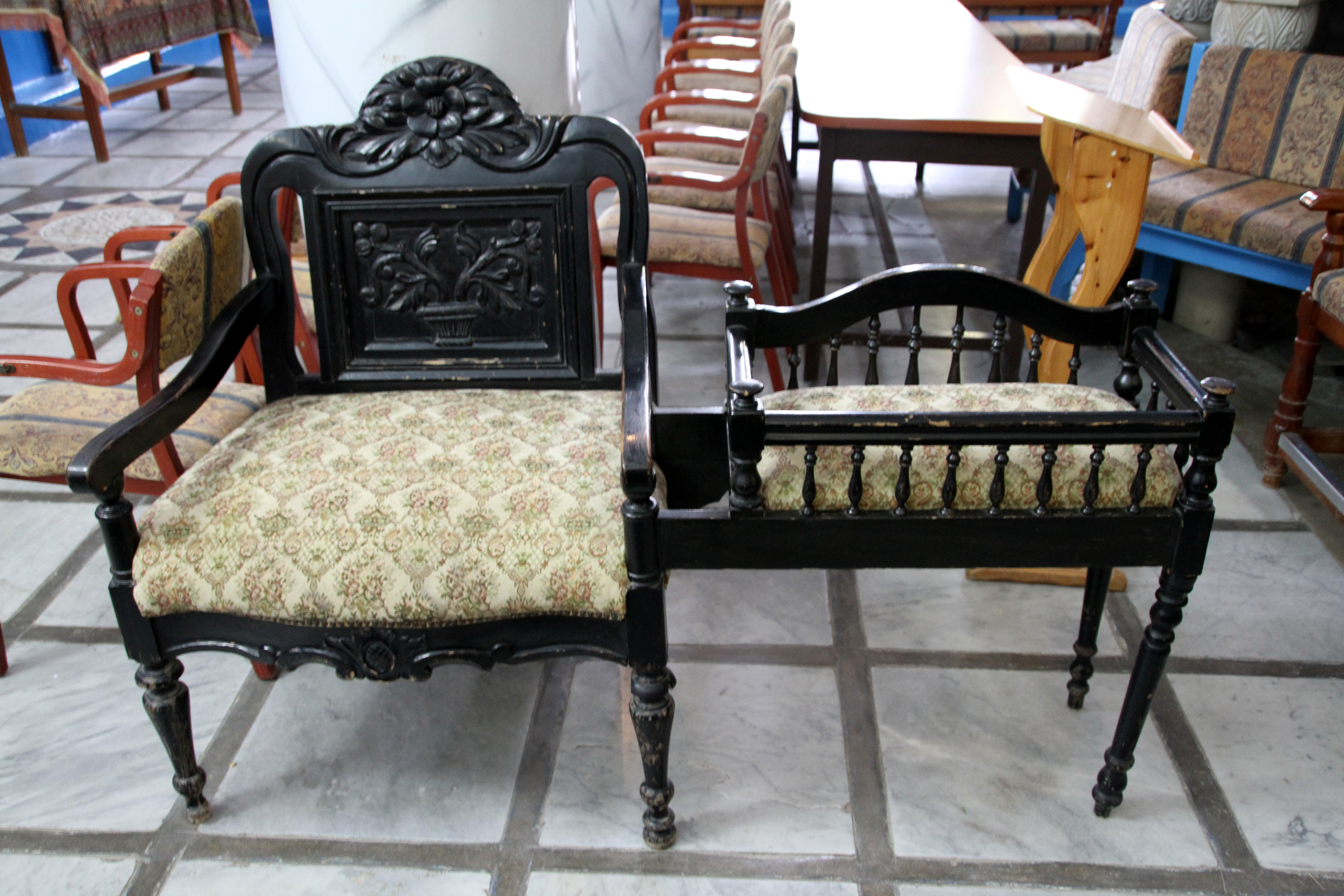
Beschneidungsbank in der Abuhav-Synagoge in Safed

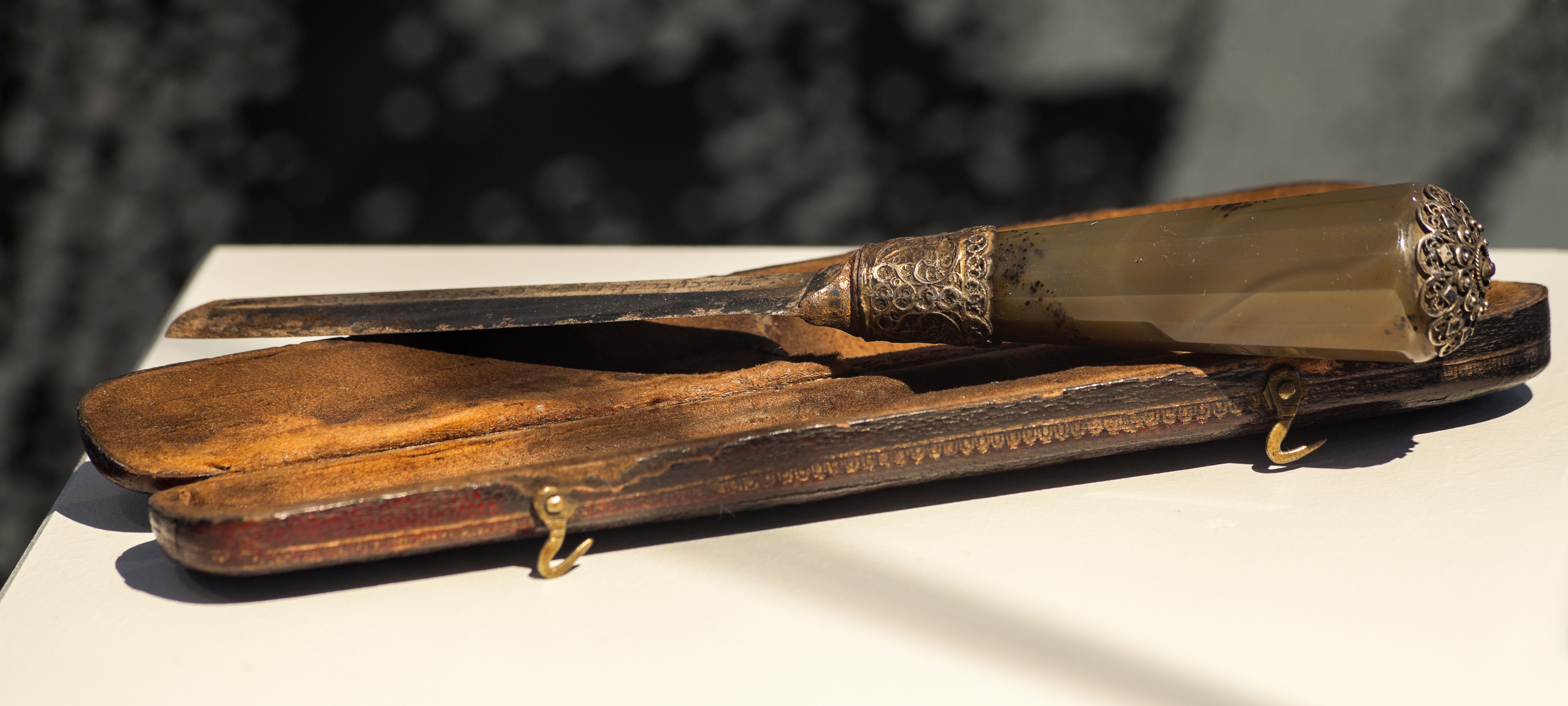
Beschneidungsmesser mit Etui (um 1760, Museum für Hamburgische Geschichte)

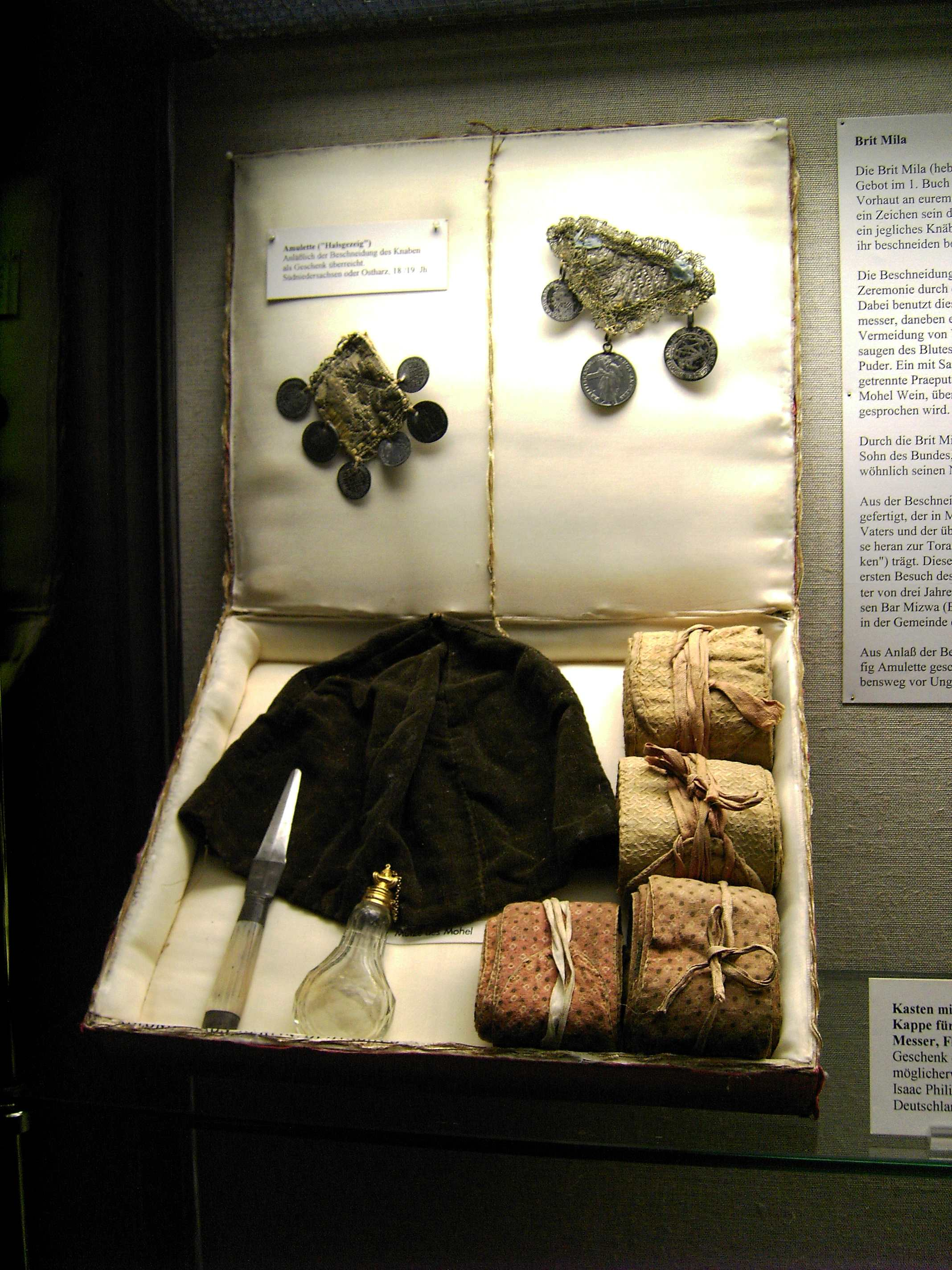
Beschneidungswerkzeuge des Mohel

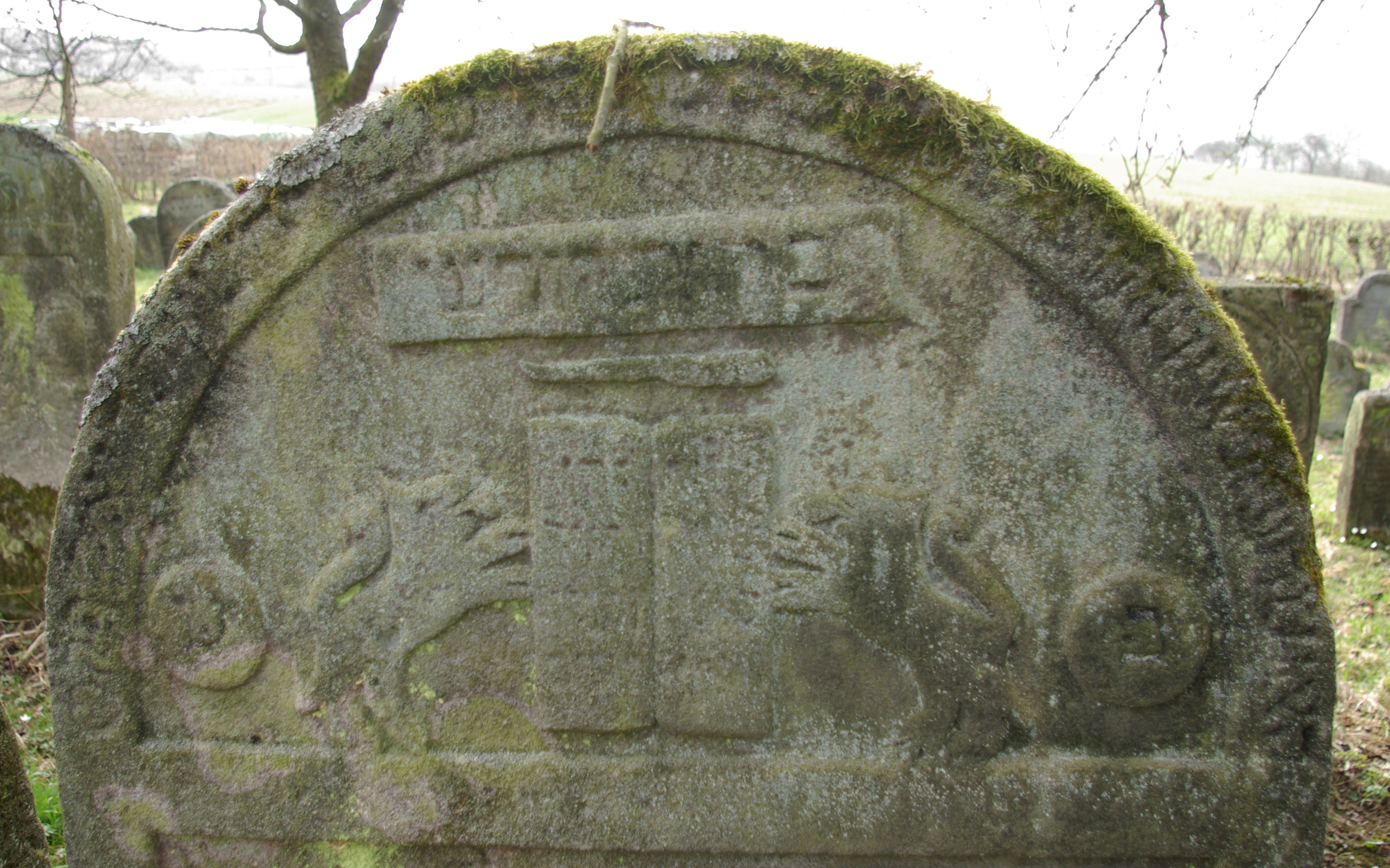
Grabstein mit Mohelmesser auf dem Jüdischen Friedhof Hagenbach in der Gemeinde Pretzfeld

Die Brit Mila (hebräisch בְּרִית מִילָה Brīt Mīlah, deutsch ‚Bund der Beschneidung‘, auch Bərit Mila; Plural בְּרִיתוֹת מִילָה Brītōt Mīlah; jiddische Aussprache Brismile, abgekürzt: die Bris/Brit) ist die Entfernung der Vorhaut des männlichen Gliedes (Zirkumzision) nach jüdischem Brauch. Durchgeführt wird sie durch einen Mohel, den Beschneider, der in der Praxis der Brit Mila ausgebildet wurde.
Die Beschneidung ist ein Gebot, das selbst von den meisten säkularen Juden befolgt wird, da sie es als wichtigen Bestandteil jüdischer Identität ansehen.

## Religiöse Tradition

### Darstellung im Tanach
Die Brit Mila wird im Judentum als Eintritt eines männlichen Nachkommen in den Bund mit Gott angesehen. Diesen Bund ging Gott nach jüdischer Überlieferung mit Abraham (und seiner Familie) ein; er wird auch als „abrahamitischer Bund“ bezeichnet. In Gen 17,10–14  heißt es:

„Das ist mein Bund zwischen mir und euch samt deinen Nachkommen, den ihr halten sollt: Alles, was männlich ist unter euch, muss beschnitten werden. Am Fleisch eurer Vorhaut müsst ihr euch beschneiden lassen […] Alle männlichen Kinder bei euch müssen, sobald sie acht Tage alt sind, beschnitten werden.“

### Auslegung
Der evangelische Theologe Claus Westermann schrieb Gen 17 der Priesterschrift (P) zu. Er macht folgende Textbeobachtungen:
- Gen 17,1–3 hat strukturelle Ähnlichkeiten zu Gen 12,1–4 EU
  - Adonai spricht
  - Befehl und Verheißung Adonais
  - Reaktion Abrahams
- Gen 17 besteht zum größten Teil aus der Gottesrede, die in drei Stücke gegliedert werden kann:
  - 3b–8 Verheißung (als Verarbeitung der Vorlage Gen 15)
  - 9–14 Gebot
  - 15–21 Verheißung (als Verarbeitung der Vorlage Gen 18)
- Das entscheidende Leitwort ist „Bund“ (בְּרִית): Damit hängt einerseits Gottes Verheißung und andererseits Abrahams Erfüllung des Beschneidungsgebots zusammen.
- Gen 17 dient der Vergegenwärtigung der Väterverheißung in der Exilszeit und knüpft sie an die Beschneidung.
- P verwendet El Schaddaj (אֵל שַׁדָּי) als Gottesbezeichnung der Vätergeschichte, abgrenzend zur Urgeschichte (אֱלֹהִים Elohim) und zur Volksgeschichte (יְהוָה Adonai), vgl. Ex 6,3.
- Die Landverheißung tritt im Vergleich zu Gen 15 gegenüber der Mehrungsverheißung zurück.
- Abraham repräsentiert in Gen 17 das Volk Israel.
- Es wird erwartet, dass die Zugehörigkeit zu Gott vorbehaltlos und „ganz“ (תָמִים V. 1) ist.
- Das Niederfallen kann als Annahme der Verheißung und zugleich als Bejahung des Gebots verstanden werden (V. 3).
- Die Namensumbenennung will den Namen nicht erklären, sondern verknüpft ihn mit der Bedeutung „Vater von Menschenmengen“ (hamon), wobei sprachgeschichtlich die Bedeutung von Abra(ha)m „Der Vater ist erhaben“ sein müsste.
- Es tauchen die klassischen Väterverheißungen auf (V. 7–8): Nachkommenschaft, Land, Gottsein (mit besonderer Hervorhebung der Verheißung des Gottseins).
  - „um für dich Gott zu sein“ entspricht der Bundesformel „Ihr werdet mein Volk sein und ich werde euer Gott sein“, allerdings nicht in ihrer zweigliedrigen Form
- Das Beschneidungsgebot sieht Westermann weniger im Zusammenhang mit Kult oder Gottesverehrung (daher das Fehlen des Beschneidungsgebots in den älteren Gesetzescorpora des Tanach), sondern interpretiert sie als Zeichen für die Volkszugehörigkeit (zum Volk Adonais).
- Die häufigsten Begründungen für die Beschneidung sind für Westermann (a) physische/hygienisch Gründe, (b) aus gesellschaftlichen Gründen (rite des passage) und (c) aus religiösen Gründen.
- P zielt für Westermann darauf, drei volkskultische Riten zu begründen, die mit dem Bestehen der Familie zusammenhängen:
  1. Beschneidung (Gen 17)
  2. Heiraten im eigenen Volk (Gen 24)
  3. Begraben im eigenen Land (Gen 23 + 25)

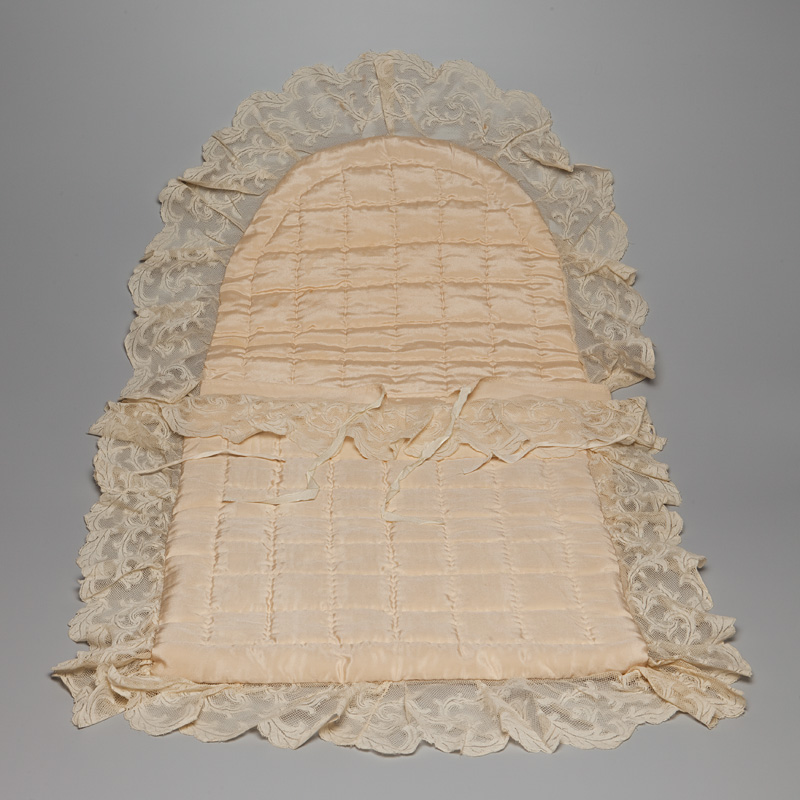
Beschneidungskissen, Jüdisches Museum der Schweiz

### Wirkungsgeschichte
Sie findet am achten Lebenstag des männlichen Säuglings statt. Falls dieser schwach oder kränklich ist, wird sie bis nach der Genesung verschoben. Lassen Eltern ihren Sohn nicht beschneiden, ist der Junge mit Erreichen der religiösen Volljährigkeit mit Vollendung des 13. Lebensjahres selbst verpflichtet, sich beschneiden zu lassen. Tut er dies nicht, begeht er laut Schulchan Aruch dadurch jeden Tag eine Sünde.
Die Beschneidung wird begleitet von verschiedenen Brachot (Segen) und ist nur in Verbindung mit diesen gültig. Der Sandak, auf dessen Knien der Junge ruht, übergibt ihn zur Beschneidung dem Mohel, einem dazu ausgebildeten Fachmann. Bei zeremoniellen Beschneidungen in der Synagoge wird meistens ein Beschneidungsstuhl verwendet. Solche Stühle oder Bänke haben meistens zwei Sitze. Der Sandak sitzt mit dem Baby links, während die rechte Seite leer bleibt. Der leere Sitz ist dem Propheten Elia reserviert. Unterschiedliche Auffassungen gibt es darüber, ob die Beschneidung mit Betäubung oder ohne durchgeführt werden soll. In Israel praktizieren 380 der 400 vom Oberrabbinat anerkannten Mohalim die Brit Mila ohne örtliche Betäubung; die restlichen 20 führen die Brit Mila mit Betäubung durch (Stand 2012 oder davor). Die Beschneidung darf nicht von einem Nichtjuden durchgeführt werden.
Die Brit Mila ist eine der 613 Mitzwot, der Gebote des Judentums. Auch ein männlicher Proselyt muss sich beim Übertritt zum Judentum beschneiden lassen. Falls der Übertretende schon beschnitten ist, fordert das orthodoxe Judentum eine symbolische zweite Beschneidung (Tippat Dam, hebr. „Blutstropfen“, d. h. Vornahme einer kleinen Inzision, bei der mindestens ein Blutstropfen sichtbar wird); im liberalen/progressiven Judentum wird dies nicht durchgängig gefordert bzw. praktiziert.
Nach Auffassung der historisch-kritischen Bibelwissenschaft wurde die Brit Mila als Bekräftigung des „abrahamitischen Bundes“ erst mit der im Babylonischen Exil entstandenen Priesterschrift dem Pentateuch hinzugefügt.

## Entscheidung der frühchristlichen Kirche

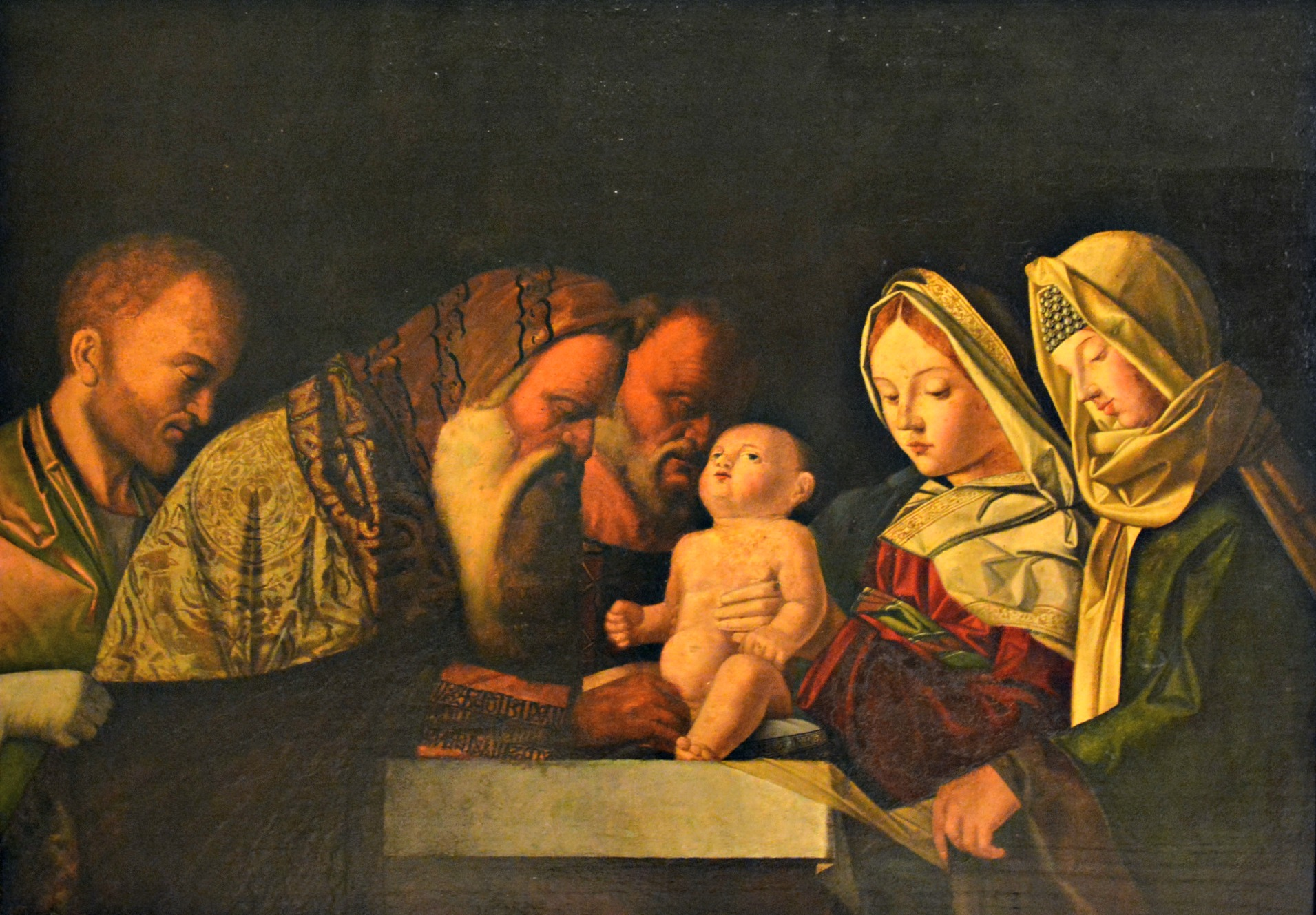
Giovanni Bellini: Die Beschneidung Jesu

Die judenstämmigen frühen Christen trafen in ihrer Heidenmission bei der Durchsetzung von Gebot und Verbot auf Grund anderer kultureller Traditionen der zu Missionierenden teils auf heftigen Widerstand. Dieser machte sich insbesondere in der Abwehr des Beschneidungsrituals fest.

### Disput auf einem Apostelkonvent
Die Entscheidungsfindung in der christlichen Gemeinde zum Umgang mit der Beschneidung im Bezug auf „Heidenchristen“ dokumentiert die Apostelgeschichte im Neuen Testament im Zusammenhang der Ersten Missionsreise des Paulus im Kapitel 15, Das Apostelkonzil beschließt über die Grundsätze der Heidenmission.: „Eines Tages kamen Leute aus Judäa nach Antiochien und behaupteten: ‚Wer nicht die Beschneidung nach mosaischem Gesetz vollzieht, kann nicht gerettet werden.‘ Paulus und Barnabas widersprachen und gerieten in heftigen Streit mit ihnen. Da beschloss die Gemeinde, dass Paulus und Barnabas und noch einige andere aus dem Kreis diese Streitfrage durch die Apostel und Ältesten in Jerusalem klären lassen sollten.“
„Dort angekommen, wurden sie von der Gemeinde, Aposteln und Ältesten formell empfangen. […] Pharisäer, die Christen geworden waren“, wiesen auf die Notwendigkeit hin, „das Gesetz des Mose zu halten“, woraufhin eine Versammlung abgehalten wurde und „nach hitzigem Streit“ ergriff Petrus das Wort, wobei er sich auf seine Ersterwählung durch Gott berief, um den Heiden zu predigen: Durch Gottes unterschiedslose Vergabe des Heiligen Geistes an alle Menschen, seien „alle Unterschiede zwischen ihnen und uns verschwunden.“ Daraus leitete Petrus ab: „Warum fordert ihr also Gott heraus, indem ihr den Heidenchristen das Joch des Gesetzes auferlegen wollt, das weder unsere Väter noch wir tragen konnten.“ Nach dem anfolgenden Bericht von Paulus und Barnabas über die allgemeinen Erfolge ihrer Mission argumentierte „Jakobus, der Herrenbruder“, – in Bezug auf Amos 9,11 f. LXX – mit Gottes ‚Wiederaufrichtung der verfallenen Hütte Davids‘ und [Gottes Gebot:] Dann sollen die anderen anfangen, den Herrn zu suchen, alle Heidenvölker, über denen mein Name ausgerufen ist und die dadurch schon immer mir gehören.‘ Jakobus: „Daher bin ich dafür, dass wir denen aus den Heidenvölkern, die sich zu Gott bekehrt haben, keine unnötige Last auferlegen sollten.“

### Bekanntgabe der Entscheidung
Das „Apostelkonzil“ beschloss, zusammen mit dem Brief „zwei Männer aus ihrer Mitte zu bestimmen, die mit Paulus und Barnabas nach Antiochien reisen sollten, und zwar Judas, genannt Bar Sabbas, und Silvas, beide führende Persönlichkeiten der Gemeinde.“ Dadurch war die Legitimation der Überbringer gewährleistet. „Nachdem diese dann in Antiochien angekommen waren, übergaben sie den Brief der versammelten Gemeinde. Als der Brief vorgelesen wurde, freuten sich alle über die ermutigende Entscheidung.“
Berger und Nord, die die Verfassung der Apostelgeschichte auf das Ende der 60er Jahre n. Chr. datieren, weisen darauf hin, „daß das auf dem sogenannten Apostelkonvent (ca. 48 n. Chr.) erstellte Aposteldekret (Apg 15,20) innerhalb dieses Buches öfter wiederholt wird [und …] es im Adressatenbereich um ein Zusammenleben von Judenchristen und Heidenchristen ging.“ Dabei wird die „Legitimität und Notwendigkeit einer beschneidungsfreien Heidenmission begründet.“

## Unterschiedliche Sichtweisen und Ausübung innerhalb des Judentums

### Orthodoxes Judentum
Das orthodoxe Judentum ist der Auffassung, dass die Tora (sowohl die schriftliche Tora, wie sie in der hebräischen Bibel überliefert wurde, als auch die mündliche Tora, die im Talmud verschriftlicht wurde) Mose am Sinai von Gott offenbart wurde und dass deshalb die Halacha (der rechtliche Teil der Überlieferung des Judentums) verbindlich ist.
Die Brit Mila ist nach der Halacha zwar keine Voraussetzung für die Zugehörigkeit zum Judentum; diese ist religionsrechtlich bereits durch die Abstammung von einer jüdischen Mutter gegeben. Die Brit Mila ist aber laut der Halacha bei männlichen Nachkommen als eine Bestätigung des Bundes mit Gott eine religiöse Pflicht (Mizwa) des Vaters des Kindes; kommt der Vater dieser Pflicht nicht nach, geht sie mit Erreichen der religiösen Volljährigkeit mit 13 Jahren auf den Sohn selbst über.

### Ultraorthodoxes Ritual Metzitzah B’peh
In manchen ultra-orthodoxen Gemeinden, insbesondere in Israel und in den USA, saugt der Mohel als Abschluss der Beschneidung das Blut von der Wunde direkt am Kinderpenis mit dem Mund ab (Metzitzah B’peh). Diese Praxis ist stark umstritten, da es dabei zu einer Infektion des Kindes mit Herpes simplex Typ 1 kommen kann, mit dem Risiko von Hirnschäden und Tod.
Laut einer 2012 veröffentlichten Studie der US-Gesundheitsbehörde CDC (Centers for Disease Control and Prevention) wurden pro Jahr etwa 3600 neugeborene Jungen innerhalb der Gemeinschaft ultra-orthodoxer Juden in New York City (die rund 250.000 Mitglieder hat) dieser Variante des Eingriffs unterzogen. Von November 2000 bis Dezember 2011 wurden elf Fälle bekannt, in denen die beschnittenen Säuglinge mit Herpes infiziert wurden; zehn mussten im Krankenhaus behandelt werden. Zwei von ihnen erlitten bleibende Gehirnschäden, zwei von ihnen starben. Die Dunkelziffer ist unbekannt. Der Appell des damaligen New Yorker Bürgermeisters Michael Bloomberg 2005 sich von dieser Praxis zu distanzieren, wurde abgelehnt mit der Behauptung, die oral-genitale Beschneidung sei sicher. Rabbiner David Zwiebel behauptete im Juni 2012, eine Reglementierung würde die Zeremonie in den Untergrund drängen und damit riskanter machen. Im September 2012 verabschiedete das „New York City Board of Health“ eine Regelung, dass ein Mohel eine Metzitzah B’peh nur vornehmen darf, wenn die Eltern des Jungen dem zuvor schriftlich zugestimmt haben.

### Nicht-orthodoxes Judentum
Die World Union for Progressive Judaism (WUPJ), die nach eigenen Angaben 1,8 Millionen Juden vertritt, trat 2012 in der damaligen Beschneidungsdebatte in Deutschland für das Recht ein, weiterhin Beschneidungen vornehmen zu können. Sie bezeichnete die Beschneidung als „wesentlichen Bestandteil unseres Bundes mit dem Ewigen“.
Eine (nach eigenen Angaben wachsende) Minderheit in nicht-orthodoxen Gemeinden praktiziert an Stelle der Brit Mila die Brit Schalom, eine reine Namensgebungszeremonie ohne Beschneidung. In ganz Großbritannien mit einer jüdischen Bevölkerung von knapp 300.000 wird allerdings jährlich nur rund 50-mal die Brit Schalom praktiziert, meist in säkular-jüdischen Gemeinden bei Söhnen gemischtreligiöser Paare, wenn der nichtjüdische Elternteil die Beschneidung ablehnt. Selbst Rabbiner des progressiven Judentums dort haben noch nie von dieser „Alternative“ gehört.

### Situation in Israel, Theodor Herzl
In Israel fanden nach Angaben von Rabbi Moshe Morsenau, Leiter des Referats für Beschneidungen (Brit Mila) im Büro des israelischen Oberrabbinats, 2011 insgesamt rund 60.000 Beschneidungen statt.
Der Anteil der nicht beschnittenen jüdischen Söhne in Israel wird von Beschneidungsgegnern auf zwei bis drei Prozent geschätzt und die Anzahl der Familien, die auf eine Brit Mila verzichtet haben, auf mehrere Tausend.
Auch Theodor Herzl, der Begründer des modernen politischen Zionismus, ließ seinen Sohn nicht beschneiden. Allerdings wurde der Sohn Hans 1891 geboren, zu einem Zeitpunkt, als sich Theodor Herzl nicht mit dem Judentum identifizierte (und zur Lösung der Judenfrage eine Massentaufe der Juden im Wiener Stephansdom empfahl).

## Juristische und gesellschaftliche Kontroverse in Deutschland

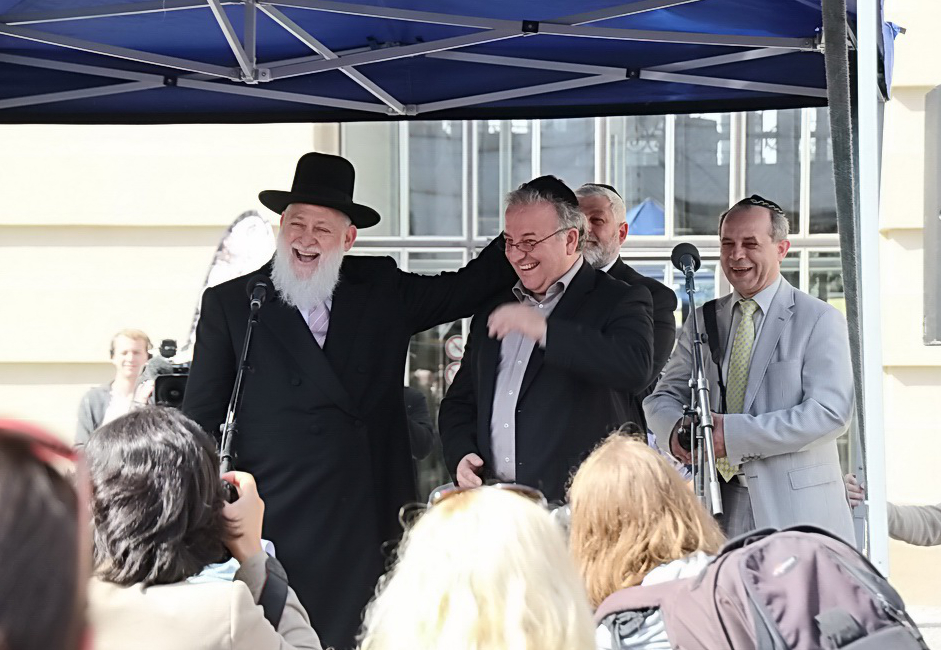
Rabbiner Yitshak Ehrenberg gibt seine Kippa dem Muslimenvertreter Kenan Kolat während einer Demonstration für männliche Beschneidung auf dem Bebelplatz in Berlin am 9. September 2012.

Die rechtliche Zulässigkeit einer religiös motivierten Zirkumzision Minderjähriger in Deutschland wird seit einigen Jahren kontrovers diskutiert.
In Deutschland war die Zirkumzision bis 2012 gesetzlich nicht explizit geregelt. Unstreitig ist, dass sie, wie auch ein ärztlicher Eingriff, tatbestandlich eine Körperverletzung ist. Die herrschende Meinung in der Rechtswissenschaft ging aber lange davon aus, dass die religiös motivierte Zirkumzision Minderjähriger durch einen Arzt keine rechtswidrige Körperverletzung darstellt, weil sie durch das Erziehungsrecht der Eltern gerechtfertigt sei. Die in Teilen der Literatur vertretene Gegenmeinung, die eine rechtswidrige und damit strafbare Körperverletzung bejaht, hatte in jüngerer Zeit an Zustimmung gewonnen; der Streitstand galt bis zur Verabschiedung des Gesetzes über den Umfang der Personensorge bei einer Beschneidung des männlichen Kindes als offen.
Mit Unterzeichnung und Inkrafttreten der UN-Kinderrechtskonvention (KRK) im Jahr 1990 verpflichtete sich Deutschland, gemäß deren Artikel 24 „alle wirksamen und geeigneten Maßnahmen [zu treffen], um überlieferte Bräuche, die für die Gesundheit der Kinder schädlich sind, abzuschaffen“. Allerdings gibt es keine Entscheidung des UNO-Kinderrechtsausschusses, die in der Beschneidung einen Verstoß gegen die Kinderrechtskonvention sieht. Kritisiert werden lediglich die Bedingungen, unter denen Beschneidungen in manchen Ländern durchgeführt werden. Artikel 14 II KRK garantiert das Recht der Eltern, ihr Kind bei der Ausübung seiner Religionsfreiheit zu leiten. Soweit die Zirkumzision ein Zeichen der Zugehörigkeit zu einer religiös-kulturellen Gruppe darstellt, ist sie durch Art. 30 KRK (Schutz der Kulturellen Identität) ausdrücklich geschützt; auch der UN-Ausschuss für die Rechte des Kindes misst ihr zudem positive präventiv-gesundheitliche Wirkungen bei, sofern sie nach den Regeln ärztlicher Kunst durchgeführt wird.
Zum 1. Januar 2002 wurde § 1631 BGB um das Recht des Kindes auf gewaltfreie Erziehung ergänzt (Abs. 2). Ebenfalls 2002 entschied das OVG Lüneburg, dass ein sozialhilfebedürftiges Kind Anspruch darauf hat, dass analog zur Kostenübernahme bei der Erstkommunion der Sozialhilfeträger auch die Arztkosten der religiös motivierten Beschneidung tragen müsse. Es handelte sich im konkreten Fall um einen muslimischen Jungen.
Im August 2007 stellte das OLG Frankfurt fest, dass die Entscheidung über eine Beschneidung wegen der „körperlichen Veränderung, die nicht rückgängig gemacht werden kann, […] in den Kernbereich des Rechtes einer Person [fällt], über sich und ihr Leben zu bestimmen“. Ein nicht sorgeberechtigter Vater, der ohne Zustimmung der Mutter den Eingriff hatte vornehmen lassen, musste daraufhin Schmerzensgeld bezahlen.
Nach einem Urteil des Landgerichts Köln vom 7. Mai 2012 ist eine Beschneidung von Minderjährigen aus religiösen Motiven eine rechtswidrige Körperverletzung, da das Recht auf körperliche Unversehrtheit des Kindes, konkretisiert u. a. im Recht auf gewaltfreie Erziehung, wegen der Endgültigkeit der Operation schwerer wiege als das Erziehungsrecht der Eltern und deren Religionsfreiheit. Außerdem laufe diese Veränderung dem Interesse des Kindes zuwider, später selbst über seine Religionszugehörigkeit entscheiden zu können.
Hierzu siehe auch: Praktische Konkordanz
Das Urteil führte zu einer breiten gesellschaftlichen Debatte über das bisher von der Öffentlichkeit weitgehend unbeachtete Thema. Matthias Drobinski meinte, dass einige Beschneidungskritiker „mit ernsthaften Argumenten, andere mit antisemitischen und islamfeindlichen Tönen und Untertönen“, das Recht auf körperliche Unversehrtheit über das auf Religionsfreiheit zu stellen forderten. Den Gegnern des Beschneidungsverbots schlüge „der Furor derer […] entgegen, die nicht einsahen, dass der Staat hier einen fremden, unheimlichen Ritus schützen sollte“. Der Beschneidungskritiker Tilman Jens sprach dagegen von einem  pauschalen und ungerechtfertigten Antisemitismusvorwurf, der „in einer ideologisch maßlos aufgeplusterten Debatte“ „zum ultimativen Totschlagargument“ werde.
Das Kölner Urteil hatte zur Folge, dass Politiker mehrerer Bundestagsparteien aktiv wurden, um die religiös motivierte Beschneidung gesetzlich explizit zu erlauben: Am 19. Juli 2012 stimmte der Deutsche Bundestag mit breiter Mehrheit für einen gemeinsamen Entschließungsantrag von CDU/CSU, SPD und FDP, der die Bundesregierung aufforderte, im Herbst 2012 „einen Gesetzentwurf vorzulegen, der sicherstellt, dass eine medizinisch fachgerechte Beschneidung von Jungen ohne unnötige Schmerzen grundsätzlich zulässig ist“. Nur die Linksfraktion enthielt sich mehrheitlich.
Im August 2012 führte der aschkenasische Oberrabbiner Israels Jona Metzger Gespräche mit der Bundesregierung bezüglich des geplanten Beschneidungsgesetzes und sprach sich dabei gegen eine weitergehende Betäubung der Säuglinge aus. Dies wurde vom Zentralrat der Juden und der Allgemeinen Rabbinerkonferenz als „beispielloser Akt der Einmischung in die religiösen und politischen Angelegenheiten einer eigenständigen jüdischen Gemeinschaft außerhalb Israels“ bzw. „nicht hilfreich“ kritisiert.
Am 23. August trat der Deutsche Ethikrat zu einer Plenarsitzung zusammen. Mehrere Referenten äußerten sich zum Thema Religiöse Beschneidung. An der öffentlichen Plenarsitzung beteiligten sich Leo Latasch, Ilhan Ilkilic, Reinhard Merkel, Wolfram Höfling und Peter Dabrock. Den Vorsitz hatte Christiane Woopen. Trotz „tiefgreifender Differenzen“ einigte man sich auf vier Mindestanforderungen für eine gesetzliche Regelung: umfassende Aufklärung und Einwilligung der Sorgeberechtigten, qualifizierte Schmerzbehandlung, fachgerechte Durchführung des Eingriffs sowie Anerkennung eines entwicklungsabhängigen Vetorechts des betroffenen Jungen.
Am 28. September 2012 wurde ein vom Bundesministerium der Justiz ausgearbeitetes Eckpunktepapier zur Expertenanhörung vorgelegt. Es schlug vor, das Bürgerliche Gesetzbuch um einen § 1631d (Beschneidung des männlichen Kindes) zu ergänzen, der Eltern dazu berechtigt, wirksam „in eine medizinisch nicht erforderliche Beschneidung des nicht einsichts- und urteilsfähigen männlichen Kindes einzuwilligen, wenn diese nach den Regeln der ärztlichen Kunst durchgeführt werden soll“. Die kinderpolitischen Sprecher von SPD, Die Grünen und Linkspartei im Bundestag wandten sich gemeinsam gegen den Entwurf. Er wurde gleichwohl am 10. Oktober 2012 vom Bundeskabinett als Entwurf eines Gesetzes über den Umfang der Personensorge bei einer Beschneidung des männlichen Kindes verabschiedet und gemäß Art. 76 Abs. 2 Satz 1 des Grundgesetzes dem Bundesrat zugeleitet.
Am 12. Dezember 2012 hat der Deutsche Bundestag mit 434:100 Stimmen bei 46 Enthaltungen das Gesetz über den Umfang der Personensorge bei einer Beschneidung des männlichen Kindes beschlossen. In Kraft getreten ist die Vorschrift am 28. Dezember 2012.

## Rechtliche Situation in Österreich
In Österreich ist Körperverletzung wie in Deutschland strafbar, ohne dass es eine Sonderregelung für Beschneidungen gibt. Dagegen gibt es – anders als in Deutschland – in den österreichischen Verfassungsgesetzen kein ausdrückliches Grundrecht auf körperliche Unversehrtheit, jedoch ist nach § 146a ABGB „die Anwendung von Gewalt und die Zufügung körperlichen oder seelischen Leides“ durch die Eltern unzulässig. Laut § 90 (3) StGB kann „in eine Verstümmelung oder sonstige Verletzung der Genitalien, die geeignet ist, eine nachhaltige Beeinträchtigung des sexuellen Empfindens herbeizuführen,“ nicht einmal von Erwachsenen eingewilligt werden. Andererseits berechtigt das „Israelitengesetz“ die Israelitische Religionsgesellschaft und ihre Mitglieder, „Kinder und Jugendliche auch außerhalb der Schule durch alle traditionellen Bräuche zu führen und entsprechend den religiösen Geboten zu erziehen“. Die Beschneidung von Jungen aus religiösen Gründen wird vom österreichischen Justizministerium nicht für strafbar gehalten, begründet wird dies durch das Elternrecht.

## Europarat
Anfang Oktober 2013 hat die Parlamentarische Versammlung des Europarates die Beschneidung kleiner Jungen aus religiösen Gründen zusammen mit der genitalen Verstümmelung von Mädchen als Grund „besonderer Besorgnis“ bezeichnet (Resolution 1952 (2013) des Europarats). Die Mitgliedsstaaten des Europarates sollten deshalb das Bewusstsein für Risiken solcher Praktiken fördern und das Kindeswohl in den Mittelpunkt stellen. Israel hat die sofortige Rücknahme der Resolution gefordert.
Der Generalsekretär des Europarates, Thorbjørn Jagland kündigte eine Klarstellung an, dass der Europarat die Religionsfreiheit schützt und dass man in keiner Weise die Praxis der Beschneidung verbieten wolle.
Im September 2015 verabschiedete die Parlamentarische Versammlung eine weitere Resolution, in der er die integrale Rolle der Religionen als Teil der Zivilgesellschaft und die Bedeutung der Religionsfreiheit betonte. Bezüglich der Beschneidung empfahl er seinen Mitgliedsstaaten, eine hinreichende Qualifikation der Ausführenden, die Einhaltung medizinischer und hygienischer Standards sowie eine umfassende medizinische Aufklärung der Eltern vorzuschreiben, damit sie eine am Kindeswohl orientierte Entscheidung treffen können.

## Geschichte

Beschneidung von Johannes dem Täufer, Illustration von ca. 1340

### Beschneidung bei biblischen Persönlichkeiten
Für die Behauptung David Gollahers, es gäbe in der christlichen Bibel jüdische Ausnahmen wie Mose und nicht-jüdische Ausnahmen wie Hiob, die nicht beschnitten waren, lassen sich in der jüdischen Bibel keine Belege finden. Nach jüdischen Überlieferungen aus späterer talmudischer Zeit sei Mose ohne Vorhaut geboren worden.

### Einführung der Periah
Dem israelischen Anthropologen und Soziologen Nissan Rubin, Professor an der Bar-Ilan-Universität, zufolge enthielt die jüdische Beschneidung in den ersten beiden Jahrtausenden nicht die Periah, das (somit restlose) Abschaben der inneren Vorhaut von der Eichel. Diese sei erst in der Zeit des Bar-Kochba-Aufstands (132–135 n. Chr.) von den Rabbinern auferlegt worden, um das u. a. im Talmud und bei den Makkabäern (1 Makk 1,11-15 ) erwähnte, andernfalls nicht erklärbare meshikhat orlah zu verunmöglichen. Dieses Epispasmus genannte Wiederherstellen der Penisvorhaut durch Strecken sei im Zuge des hellenistischen Einflusses häufig vorgekommen, da in der griechischen Gesellschaft eine sichtbare Eichel als obszön und lächerlich galt.

### Historische Versuche der Unterdrückung der Brit Mila
Die deuterokanonischen Bücher 1. und 2. Makkabäer gelten als ältester Beleg für eine Unterdrückung der Brit Mila; sie schildern, dass König Antiochos IV. Epiphanes (* um 215 v. Chr.; † 164 v. Chr.) versuchte, in seinem Herrschaftsgebiet das Judentum zu hellenisieren: „Auch die Beschneidung verbot er und gebot, die Leute an alle Unreinheiten und heidnischen Bräuche zu gewöhnen, […] Die Frauen, die ihre Söhne hatten beschneiden lassen, wurden getötet, wie Antiochos befohlen hatte; man hängte ihnen die Knäblein an den Hals in ihren Häusern und tötete auch sie, die sie beschnitten hatten.“ (1 Makk 1,51-64 ) „Zwei Frauen nämlich wurden vorgeführt, weil sie ihre Söhne beschnitten hatten. Denen band man die Kindlein an die Brust und führte sie öffentlich herum durch die ganze Stadt und warf sie zuletzt über die Mauer hinab.“ (2 Makk 6,10 )
In kommunistischen Regimen wurde neben anderen Aspekten der Religionsausübung auch die Beschneidung unterdrückt, was dazu geführt hat, dass in Osteuropa nur eine sehr kleine Minderheit unter den jüdischen Männern beschnitten ist. Inzwischen nimmt dort die Bereitschaft, sich beschneiden zu lassen, deutlich zu.

### Beschneidung und Beschnitten-Sein im Nationalsozialismus
Nach der von den Nationalsozialisten vertretenen Rassenlehre wurde als Jude betrachtet, wer von jüdischen Großeltern abstammte (siehe Nürnberger Gesetze). Die Religionszugehörigkeit oder die Beschneidung spielte dabei keine Rolle. Denjenigen, die sich versteckt hielten oder unter falscher Identität lebten, um der NS-Verfolgung zu entgehen, konnte es trotzdem zum Verhängnis werden, dass sie beschnitten waren, denn damit konnten sie als Juden identifiziert werden.
Auch nach der Rassenarithmetik „halbjüdische“ Personen (mit zwei jüdischen Großeltern) wurden von den NS-Behörden als „Volljuden“ eingestuft, wenn sie mit einem Juden verheiratet waren oder einer jüdischen Gemeinde angehörten. Im Zuge der Ermittlung, ob ein „Halbjude“ als „Volljude“ einzustufen war, nahmen Amtsärzte Untersuchungen vor, um die „Rassemerkmale“ festzustellen. Bei männlichen Untersuchten wurde stets auch geprüft, ob sie beschnitten waren.
Einige Überlebende der Shoa ließen ihre nach dem Holocaust geborenen Söhne nicht beschneiden, weil ihnen bewusst war, dass beschnittene Jungen oder Männer im Generalverdacht standen (oder zu einem zukünftigen Zeitpunkt stehen könnten), Jude zu sein.

## Psychoanalytische Betrachtung
Die Psychoanalyse nach Sigmund Freud sieht die Zirkumzision und die dadurch genährte Kastrationsangst als eine der wesentlichsten Ursachen des unbewussten Antisemitismus. Der Stürmer-Herausgeber Julius Streicher war z. B. derart auf die Thematik fixiert, dass er in Privatgesprächen die Beschneidung ebenso häufig wie „den Juden“ an sich erwähnte.

## Medizinische Risiken und Komplikationen
Zu medizinischen Risiken und Komplikationen siehe den Abschnitt Medizinische Komplikationen im Artikel Zirkumzision und Ultraorthodoxes Ritual Metzitzah B’peh in diesem Artikel.